# Kutre Dulecha
Kutre Dulecha (née le 22 août 1978 dans la province de Sidamo) est une athlète éthiopienne spécialiste des courses de demi-fond.

## Carrière
Troisième du 1 500 mètres des Championnats du monde juniors 1994, elle remporte dès l'année suivante sur cette distance le titre des Jeux africains d'Harare. En 1997 à Hengelo, Kutre Dulecha établit en 4 min 05 s 67 un nouveau record du monde junior du 1 500 m.
En début de saison 2000, l'Éthiopienne remporte la course courte des Championnats du monde de cross-country où elle devance au sprint la Marocaine Zahra Ouaziz et la Kényane Margaret Ngotho. Sélectionnée pour les Jeux olympiques de Sydney, elle échoue au pied du podium du 1 500 m, à six centièmes de secondes de la Roumaine Gabriela Szabo, médaillée de bronze.
Vainqueur de deux nouveaux titres aux Jeux africains de 1999 et 2003, Kutre Dulecha remporte la médaille d'or des Championnats du monde en salle 2004 de Budapest en 4 min 06 s 40, devant la Canadienne Carmen Douma-Hussar. Elle devient à cette occasion la première athlète éthiopienne à se hisser sur un podium d'un championnats du monde d'athlétisme indoor.
Évoluant par la suite vers les courses de longue distance, Kutre Dulecha remporte le Marathon d'Amsterdam 2005 dans le temps de 2 h 30 min 06.

## Records personnels
- 800 m - 1 min 59 s 37 (1999)
- 1 000 m - 2 min 37 s 82 (1999)
- 1 500 m - 3 min 58 s 43 (1998)
- Mile - 4 min 39 s 04 (1997)
- 15 km - 50 min 28 (2005)
- Semi-marathon - 1 h 10 min 54 s (2005)
- Marathon - 2 h 32 min 29 s (2005)